# Johnny Spillane
John "Johnny" Spillane, född 24 november 1980 Steamboat Springs i Colorado, är en amerikansk utövare av nordisk kombination, som tävlat på internationell nivå sedan sent 1990-tal. Han blev världsmästare 2003 i herrarnas sprintdistans i Val di Fiemme, Italien.
Vid olympiska vinterspelen 2010 i Vancouver, British Columbia, Kanada tog han silvermedaljer i båda individuella tävlingarna samt lagtävlingen.

### Fotnoter
1. ↑  ”Jakobsson bättre i backen än i spåret” (på svenska). Expressen. 28 februari 2003. http://www.expressen.se/sport/langdskidor/jakobsson-battre-i-backen-an-i-sparet/. Läst 16 september 2017.
2. ↑  ”Spillane knep första segern” (på svenska). Ylesporten. 3 januari 2010. https://svenska.yle.fi/artikel/2010/01/03/spillane-knep-forsta-segern. Läst 16 september 2017.
3. ↑  Johnny Spillane Bio, Stats, and Results. Arkiverad 17 april 2020 hämtat från the Wayback Machine. Sports Reference. Läst 2 februari 2018.